# 蘇迪路足球會
蘇迪路足球會（德語：F.C. Südtirol），粤语音译为蘇迪路，意译为南蒂罗尔，意大利職業足球會，成立於1974年，位於波薩諾，現時於意乙作賽。球會於1974年成立以S.V. Milland.，1995年改為FC Südtirol-Alto Adige，2000年改為現名。

## 外部連結
- Official Website Lega Pro
- Datasport: results, rankings and news about the Lega Pro